# 欲擒故縱
欲擒故纵是兵法三十六计的第十六计。一說為欲擒姑纵，“姑”为姑且之意。
原文为：「逼则反兵，走则减势。紧随勿迫，累其气力，消其斗志，散而后擒，兵不血刃。需，有孚，光。」（逼迫敌人无路可走，它就会反扑；让它逃跑则可减弱敌人的气势。追击时，跟踪敌人不要过于逼迫它，以消耗它的体力，瓦解它的斗志，待敌人士气沮丧、溃不成军，再捕捉它，就可以避免流血。按照《易经·需》卦的原理，待敌人心理上完全失败而信服我，就能赢得光明的战争结局。）

## 典故
三国时，诸葛亮对孟获七擒七纵，达到降服其他西南夷（西南方的少數民族），逐次过大疆土的目的，最终使孟获心悦诚服，永不復反。